# À
Der Buchstabe À (kleingeschrieben à) ist ein Buchstabe des lateinischen Schriftsystems, bestehend aus einem A mit Gravis. Verwendet wird der Buchstabe in der katalanischen, französischen, italienischen, portugiesischen, schottisch-gälischen und in der vietnamesischen Sprache. Im Französischen ist der Akzent auf dem Großbuchstaben fakultativ. In der Pinyin-Transliteration wird der Gravis zur Bezeichnung eines der vier Töne benutzt. In den meisten Sprachen stellt dieser Buchstabe den Laut a dar.
Im Französischen bedeutet die Präposition à „zu“, abgeleitet aus der lateinischen Präposition ad, die den Akkusativ nach sich zieht. In Wörtern und Bezeichnungen, die dem Französischen entlehnt wurden, wird das À auch im Deutschen meist beibehalten (wie in à la carte).
Von der französischen Bedeutung übernommen steht à im Deutschen auch in der Bedeutung von „zu je“ oder „je“. Seit dem 16. Jahrhundert ist diese Präposition zur Angabe des Stückpreises oder der Stückzahl bezeugt, z. B. in „Kürbis à 5,– €“. Ein Kürzel für das lateinische ad ist auch das @. Die Präposition ist aus der Kaufmannssprache in die Allgemeinsprache übergegangen.
Abweichend von der französischen und kaufmännischen Bedeutung wurde in nicht wenigen humanistischen Texten «à» für die lateinische Präposition «a» verwendet, schon im klassischen Latein eine Variante der Präposition «ab», also deutsch „von“ oder „seit“, die den Ablativ nach sich zieht («ab urbe condita» „seit Gründung der Stadt“, «a mundo condito» „seit Erschaffung der Welt“). Beispiel: «Comes Albertus à Comite Hinrico de Zuuerin in prælio capitur.» Übersetzung: „Graf Albert wurde von Graf Heinrich von Schwerin in der Schlacht gefangen genommen.“
Im Portugiesischen bezeichnet à die Verschmelzung der Präposition a („zu“, also lateinisch «ad») mit dem weiblichen Artikel a („die“, abgeleitet aus dem lateinischen Pronomen «ea»), à bedeutet also etwa „zur“. Im Unterschied zur leicht geöffneten Aussprache beider einfacher a [ɐ] wird es deutlich ausgesprochen, [a]. Wegen seines phonetischen Wertes kommt der Buchstabe à selbstverständlich auch in anderen Wörtern vor.  

## Darstellung auf dem Computer
Unicode enthält das À an den Codepunkten U+00C0 (Großbuchstabe) und U+00E0 (Kleinbuchstabe). Dieselben Stellen belegt es in ISO 8859-1.
In HTML gibt es die benannten Zeichen &Agrave; für das große À und &agrave; für das kleine à.
In TeX kann man mit \`A bzw. \`a das A mit Gravis bilden.

### Tastatureingabe
Auf Tastaturen wird das À mit der Gravis-Tottaste (d. h. der Akut-Tottaste zusammen mit der Umschalttaste betätigt) erzeugt, die zuerst gedrückt wird, und danach entweder das große oder kleine A.
- Großbuchstabe À: ⇧+´ – ⇧+A
- Kleinbuchstabe à: ⇧+´ – A

Das deutsche Tastaturlayout sieht auch für die Buchstaben à, è, ì, ò, ù keine eigenen Tasten vor, sodass auch dort die Eingabe wie oben beschrieben erfolgt.
Unter Verwendung der Compose-Taste lautet die Tastenfolge Compose – ` – A für à, bzw. Compose – ` – ⇧+A für À.